# Nationalpark Skjoldungernes Land
Nationalpark Skjoldungernes Land er en af Danmarks fem nationalparker. Skjoldungernes Land ligger ved Roskilde Fjord på Midtsjælland og dækker et område på 170 km2. I nationalparken finder man noget af Danmarks fineste natur med Roskilde Fjord i nord og Bidstrup Skovene i syd.
Nationalparken er opkaldt efter slægten af sagnkonger, Skjoldungerne, som ifølge sagnene regerede over landet fra et kongesæde i Gl. Lejre - i hjertet af nationalparken.
Se https://nationalparkskjoldungernesland.dk/ eller appen Nationalpark Skjoldungelandet for mere information.

## Historie
I december 2012 blev det besluttet i forligskredsen bag de danske nationalparker at sige ja til etableringen af Nationalpark Roskilde-Lejre – blandt andet med miljøminister Ida Auken i spidsen. Nationlparken vil blive en kombination af natur, fortidsminder og kulturhistorie med fjordlandskabet og godslandskabet som omdrejningspunkter.

## Nationalparken
Nationalparken omfatter fjordlandskabet i og omkring Roskilde Fjord, der med sine omgivende strandenge, rørskove, søer og laguner et meget vigtigt
internationalt yngle og rasteområde for svømme- og vadefugle.
Parken omfatter også de store statsskov og tidligere kongeskove ved Bidstrup, som er Sjællands næststørste skovområde. Omkring 60 % af landarealet er fredet.